# Escola Secundária D. Sancho II
A Escola Secundária de D. Sancho II é uma escola de ensino secundário da cidade de Elvas, no Alentejo.
É sede do Agrupamento de Escolas nº3 de Elvas que engloba além desta, 1 escola de 2º e 3º ciclo, 6 escolas de 1º ciclo e 4 jardins-de-infância das freguesias rurais do concelho. Este agrupamento surgiu da reforma da rede escolar pública, que neste caso, agrupou o Agrupamento de Escolas de Vila Boim com a Escola Secundária D. Sancho II, passando assim a ser o único agrupamento do concelho que lecciona desde o Pré-Escolar ao ensino secundário. 
Há 70 anos a ensinar, esta escola já teve também o nome de "Escola Indústrial de Elvas". Localiza-se na Rua de São Paulo em frente ao Aqueduto da Amoreira junto à Avenida de Badajoz, à Avenida da Piedade e à Rua de Portalegre. Esta escola é frequentada apenas por alunos do 10º ao 12º ano e tem cerca de 700 estudantes.
No Verão de 2009 a Escola Secundária D. Sancho II entrou em obras de remodelações incluídas no projecto de remodelações de escolas do Ministério da Educação. Foi construído um novo pavilhão desportivo, um novo edifício de 3 andares com salas de aulas, para alem de terem sido renovados os 2 edifícios que já existiam com salas de aulas e outros afins. Foram também destruídas as antigas oficinas, e foram construídas outras novas oficinas, para alem dos campos desportivos de futsal, basquetebol, andebol e voleibol. Com a capacidade lotada, esta escola fica assim com uma lotação de 1.500 alunos, e que neste ano lectivo de 2010/2011 está a albergar cerca de 1000 alunos e 40 turmas. As obras de remodelação da escola "terminaram" em Janeiro de 2011, depois de cerca de 2 anos de obras e foram inauguradas no dia 29 de Janeiro de 2011 pelo Ex.mo Secretário de Estado do Ambiente, Humberto Rosa, e pelo Presidente da Câmara Municipal de Elvas, José António Rondão Almeida. 
A actual Diretora do Agrupamento de Escolas nº3 de Elvas é a professora Fátima Pinto.
AGRUPAMENTO DE ESCOLAS Nº3 DE ELVAS
- Escola Secundária de D. Sancho II de Elvas (Sede)
- Escola Básica Integrada com Jardim de Infância de Vila Boim
- Escola Básica do 1º Ciclo com Jardim de Infância de São Vicente e Ventosa
- Escola Básica do 1º Ciclo com Jardim de Infância de Santa Eulália
- Escola Básica do 1º Ciclo com Jardim de Infância de Terrugem
- Escola Básica do 1º Ciclo com Jardim de Infância de Vila Fernando (Encerrada em 2013 por falta de alunos)
- Escola Básica do 1º Ciclo de Barbacena

'ESTATISTICAS'
No Ano Letivo 2014/2015 o Agrupamento de Escolas nº3 de Elvas alberga cerca de 1.300 alunos.
- Escola Secundária D. Sancho II - 729 alunos
- Escola Básica Integrada/JI Vila Boim - 359 alunos
- Escola Básica/JI São Vicente - 57 alunos (25 no Pré-Escolar e 32 no 1º Ciclo)
- Escola Básica/JI Santa Eulália - 73 alunos (28 no Pré-Escolar e 45 no 1º Ciclo)
- Escola Básica/JI Terrugem - 50 alunos (13 no Pré-Escolar e 37 no 1º Ciclo)
- Escola Básica de Barbacena - 15 alunos (1º Ciclo)